# Randy Stuart
Pour les articles homonymes, voir Stuart.
Randy Stuart, née Betty Jane Shaubell le 12 octobre 1924 à Iola (Kansas) et morte le 20 juillet 1996 à Bakersfield, (Californie), est une actrice américaine.

## Filmographie partielle
- 1948 : Bonne à tout faire (Sitting Pretty) de Walter Lang
- 1949 : Chanson dans la nuit (Dancing in the Dark) d'Irving Reis
- 1949 : L'Éventail de Lady Windermere (The Fan) d'Otto Preminger
- 1949 : Allez coucher ailleurs (I Was a Male War Bride) de Howard Hawks
- 1950 : Ève (All About Eve) de Joseph L. Mankiewicz
- 1950 : Stella de Claude Binyon
- 1951 : Vendeur pour dames (I Can Get It for You Wholesale) de Michael Gordon
- 1952 : Cette sacrée famille (Room for One More) de Norman Taurog
- 1956 : La corde est prête (Star in the Dust) de Charles F. Haas
- 1957 : L'Homme qui rétrécit (The Incredible Shrinking Man) de Jack Arnold